# Kevin Quintero
Kevin Santiago Quintero Chavarro (Palmira, 28 ottobre 1998) è un pistard colombiano, ha vinto l'oro nel keirin ai campionati del mondo nel 2023.

## Palmarès

### Pista
- 2018

Giochi sudamericani, Velocità a squadre
- 2019

Cali, Velocità
Cali, Keirin
Campionati panamericani, Keirin
Campionati panamericani, Chilometro da fermo
Giochi panamericani, Keirin
Brisbane, Keirin
- 2020

Cali #1,Velocità
Cali #1,Keirin
Cali #2,Velocità
Cali #2,Keirin
- 2021

Coppa delle Nazioni (San Pietroburgo), Velocità
Coppa delle Nazioni, Classifica generale keirin
Coppa delle Nazioni, Classifica generale velocità
Campionati panamericani, Chilometro da fermo
Campionati panamericani, Velocità
Campionati panamericani, Keirin
Campionati panamericani, Velocità a squadre con Rubén Murillo e Santiago Ramírez
Campionati panamericani, Scratch
Campionati colombiani, Velocità
- 2022

Coppa delle Nazioni (Milton), Keirin
Coppa delle Nazioni, Classifica generale keirin
Singen, Velocità
Campionati colombiani, Velocità
- 2023

Campionati colombiani, Velocità
Campionati colombiani, Keirin
Coppa delle Nazioni, Classifica generale keirin
Campionati del mondo, Keirin
Giochi panamericani, Keirin
London, Keirin
- 2024

Campionati panamericani, Inseguimento a squadre (con Ruben Dario Murillo e Santiago Ramirez Morales)
GP Framar, Velocità
Campionati colombiani, Keirin

## Piazzamenti

### Competizioni mondiali

#### Pista
- Campionati del mondo su pista

Apeldoorn 2018 - Velocità a squadre: 11°
Pruszków 2019 - Velocità: 28°
Pruszków 2019 - Keirin: 27°
Berlino 2020 - Velocità: 23°
Berlino 2020 - Keirin: 23°
Roubaix 2021 - Velocità: 20°
Roubaix 2021 - Keirin: 13°
Saint-Quentin-en-Yvelines 2022 - Velocità: 14°
Saint-Quentin-en-Yvelines 2022 - Keirin: 3º
Saint-Quentin-en-Yvelines 2022 - Velocità squadre: 10º
Glasgow 2023 - Keirin: vincitore
Glasgow 2023 - Velocità: 13°
Glasgow 2023 - Velocità squadre: 12º
Ballerup 2024 - Velocità: 19º
Ballerup 2024 - Keirin: 3º
Ballerup 2024 - Velocità a squadre: 6º
- Giochi olimpici

Tokyo 2020 - Velocità: 20º
Tokyo 2020 - Keirin: 11º
Parigi 2024 - Velocità: 25º
Parigi 2024 - Keirin: 16º